# تشرو (قيلاب)
تشرو (بالفارسية: چرو) هي قرية تقع في قسم قيلاب الريفي، بمقاطعة أنديمشك التابعة لمحافظة خوزستان، إيران. يقدر عدد سكانها بـ 61 نسمة حسب الإحصاء السكاني الذي تمّ في عام 2006.